# دره گمشدگان
درهٔ گمشدگان (به انگلیسی: The Valley of the Lost) جلد هفتم مجموعهٔ هشت جلدی «در جستجوی دلتورا»، اثر امیلی رودا(جنیفر روو) نویسنده استرالیایی است.

## خلاصه
پس از هزارتوی هیولا و یافتن گوهر لعل بنفش همسفران برای به دست آوردن الماس، هفتمین و آخرین گوهر به راه خود به سمت درهٔ گمشدگان ادامه می‌دهند. آن‌ها در راه به شهربزرگ تورا می‌رسند و از پیمان‌شکنی مردم آنجا مطلع میشودند و شهر را خالی از سکنه می‌بینند. پس از ورود به دره، محافظ الماس فاردیپ که ۴حیوان دست آموز وخشتناک در اختیار داشت، همسفران را به یک بازی دعوت می‌کند. اگر آنان در این بازی برنده شوند
صاحب آماس می‌شوند و درغیر این صورت تا ابد در دره گرفتار می‌شوند. در پایان با بردن بازی الماس به دست همسفران رسیده، قصر نگهبان نابود شده، و مردم تورا پیدا می‌شوند.

## اشخاص
لیف
باردا
جاسمین
دووم
نریدا
داین
فاردیپ